# Aepycysta
Aepycysta is een geslacht van wantsen uit de familie van de Tingidae (Netwantsen). Het geslacht werd voor het eerst wetenschappelijk beschreven door Drake & Bondar in 1932.

## Soorten
Het genus bevat de volgende soorten:

- Aepycysta decorata Monte, 1941
- Aepycysta maya Knudson & Torres Miller, 2020
- Aepycysta schaffneri Knudson & Torres Miller, 2020
- Aepycysta schwarzi (Drake, 1922)
- Aepycysta undosa Drake & Bondar, 1932